# Herbert Jäger (Jurist)
Herbert Jäger (* 14. Mai 1928 in Hamburg; † 11. Dezember 2014) war ein deutscher Rechtswissenschaftler und Kriminologe. Er lehrte als Professor für Strafrecht an den Universitäten in Gießen und Frankfurt am Main. Mit seinem Konzept der Makrokriminalität erweiterte er die Perspektive der Kriminologie über das, was gemeinhin als Delinquenz bezeichnet wird.

## Leben
Jägers Vater war Lehrer und Mitbegründer der Lichtwarkschule. Er beschäftigte sich bereits in seinen Kindertagen mit nationalsozialistischen Großverbrechen, besonders als er vom Suizid einer jüdischen Freundin seiner Eltern, der Künstlerin Alma del Banco, erfuhr, mit dem diese einer Deportation in ein Konzentrationslager zuvorkam. Später verfolgte er akribisch die Nürnberger Prozesse über die Medien und beobachtete einschlägige Prozesse (gegen Veit Harlan und Erich von Manstein) auch persönlich. Diese Prozesse waren für ihn, nach eigener Aussage, das „Initialerlebnis“ zur Aufnahme des Jura-Studiums.
Er studierte ab 1949 an der Ludwig-Maximilians-Universität in München und an der Universität in Hamburg, wo er Freundschaften u. a. mit den Literaten Hubert Fichte und Hans Henny Jahnn schloss.
1957 wurde er in Hamburg promoviert und 1966 habilitiert. Gleich anschließend wurde er auf die erste Strafrechtsprofessur nach Gießen berufen. 1972 wechselte er auf die Professur für Strafrecht und Kriminalpolitik an der Universität Frankfurt am Main, wo er bis zu seiner Emeritierung 1993 lehrte und forschte.
Seine Publikationen zum Sexualstrafrecht hatten großen Einfluss auf dessen allmähliche Liberalisierung und waren Mitbedingung für die Große Strafrechtsreform. Seinem „Lebensthema“ widmete er sich wissenschaftlich seit seiner Habilitationsschrift „Verbrechen unter totalitärer Herrschaft“ (1967), womit er (ähnlich wie Fritz Bauer) aus dem Hauptstrom der bundesrepublikanischen Strafrechtswissenschaft ausscherte.
Bei der Reform des § 175 lautete 1981 das Fazit seiner Untersuchung, „dass der bisherige sexualwissenschaftliche Erkenntnisstand ihn nicht davon überzeugen“ konnte, „dass es richtig wäre, an der zur Zeit bestehenden Regelung festzuhalten“. Er sprach sich „für eine Gleichstellung von Homosexualität und Heterosexualität im Strafrecht aus und auch für die ersatzlose Streichung einer besonderen Jugendschutzvorschrift.“
Das „Lebensthema“ gipfelte in seinem Konzept von Makrokriminalität, das als bleibende und international ausstrahlende Schöpfung Jägers gilt. Damit setzte er sich von allzu engen Sichtweisen der Kriminalsoziologie ab und legte den Fokus auf Großverbrechen, die im Namen von und durch Institutionen begangen werden.
Jäger war Mitglied im Beirat der Humanistischen Union. Auch wurde er Mitglied der Deutschen Gesellschaft für Sexualforschung und war 1970 – 1972 deren Zweiter Vorsitzender. Er blieb unverheiratet.

## Schriften (Auswahl)
- Strafgesetzgebung und Rechtsgüterschutz bei Sittlichkeitsdelikten. Eine kriminalsoziologische Untersuchung. Beiträge. zur Sexualforschung, Heft 12. Enke, Stuttgart 1957.
- Als Herausgeber mit Hans Bürger-Prinz, Fritz Bauer und Hans Giese: Sexualität und Verbrechen. Frankfurt/Hamburg 1963.
- Nachwort zu Hans Eppendorfer, Der Ledermann spricht mit Hubert Fichte, Suhrkamp, Frankfurt am Main 1977, ISBN 3-518-02770-0.
- Als Herausgeber: Kriminologie im Strafprozess. Zur Bedeutung psychologischer, soziologischer und kriminologischer Erkenntnisse für die Strafrechtspraxis. Suhrkamp, Frankfurt am Main 1980, ISBN 3-518-07809-7.
- Zur Gleichstellung von Homosexualität und Heterosexualität im Strafrecht Kriminalpolitische Stellungnahme zur Frage der Abschaffung des § 175 StGB anläßlich einer Sachverständigenanhörung durch die FDP-Fraktion am 5. Mai 1981 in Bonn, in: vorgänge Nr. 52 (Heft 4/1981), S. 18-22, siehe
- Verbrechen unter totalitärer Herrschaft. Studien zur nationalsozialistischen Gewaltkriminalität.  Suhrkamp, Frankfurt am Main 1982, ISBN 3-518-27988-2 (Neuauflage der Habilitationsschrift von 1967).
- Individuelle Zurechnung kollektiven Verhaltens. Zur strafrechtlich-kriminologischen Bedeutung der Gruppendynamik, Metzner, Frankfurt am Main 1985, ISBN 3-7875-5326-6.
- Als Herausgeber mit Eberhard Schorsch: Sexualwissenschaft und Strafrecht. Enke, Stuttgart 1986, ISBN 3-432-96011-5.
- Makrokriminalität. Studien zur Kriminologie kollektiver Gewalt. Suhrkamp, Frankfurt am Main 1989, ISBN 3-518-28445-2.
- Sind Festschriften strafwürdig? Miszellen zur Mirkrokriminalität. Als Anhang in: Lorenz Böllinger und Rüdiger Lautmann (Hg.): Vom Guten, das noch stets das Böse schafft. Kriminalwissenschaftliche Essays zu Ehren von Herbert Jäger [Festschrift]. stw 1067. Suhrkamp. Frankfurt a. M., 1993. S. 351–357, ISBN 3-518-28667-6.